# Citoyen de Wlapko
 (février 2021).

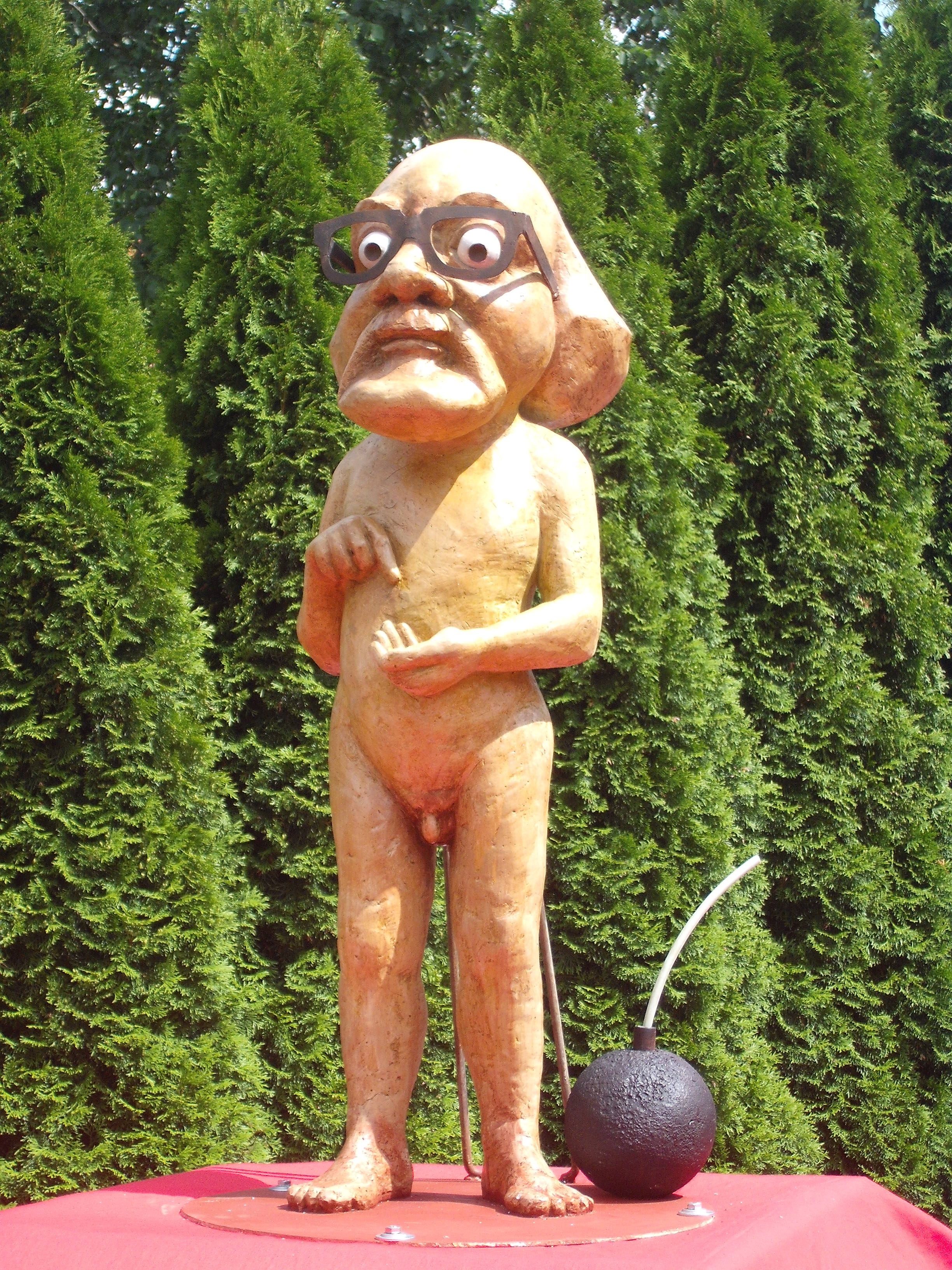
Citoyen de Wlapko, symbole d'un fonctionnaire corrompu

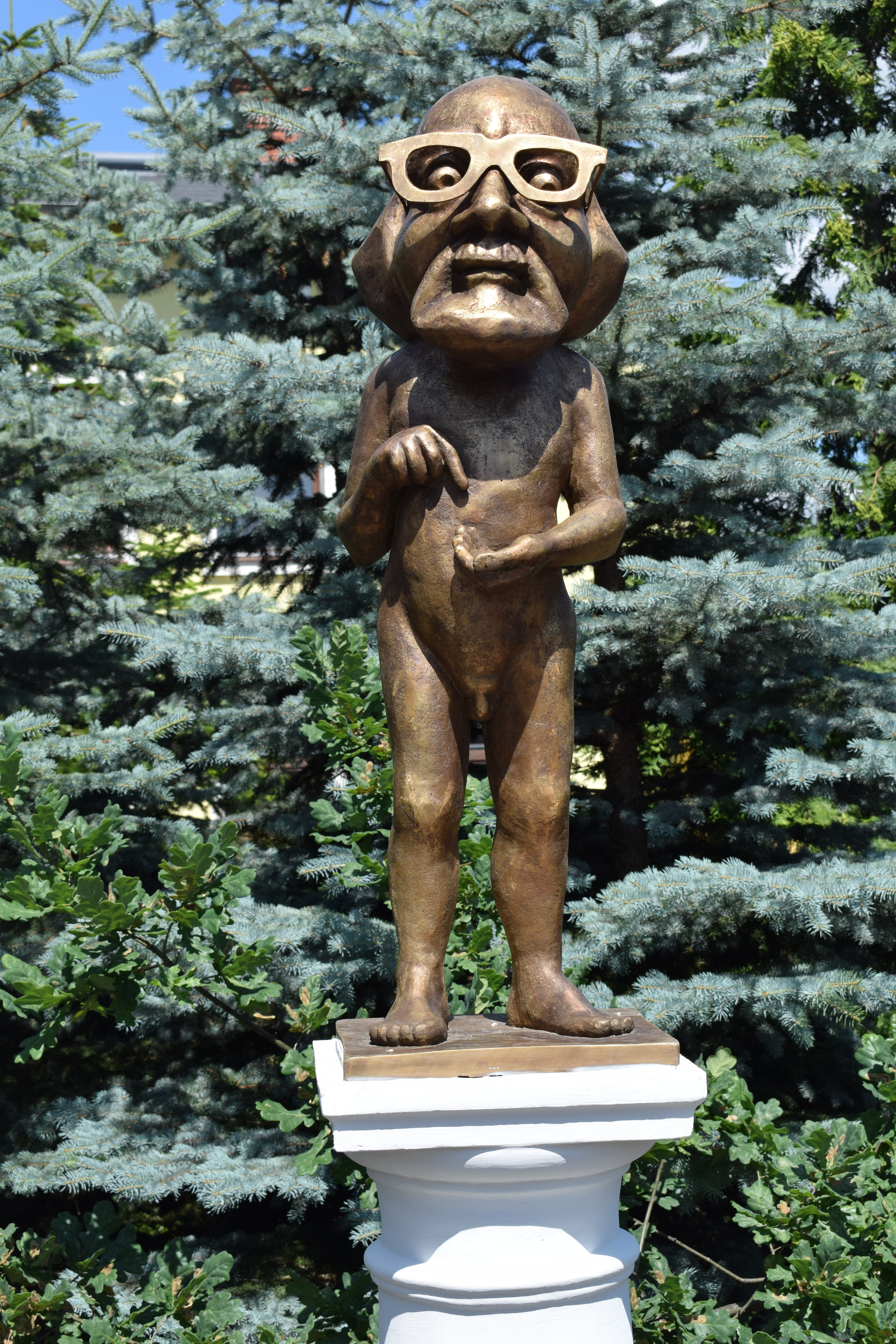
Monument au Citoyen de Wlapko sur le territoire de l'autonomie d'Ossowek

Citoyen de Wlapko (ang. Citizen Skimmer;  pol. Obywatel Włapko) est le symbole d'un fonctionnaire corrompu. 
La sculpture, une figurine satirique, montre un garçon nu avec la tête d'un homme mûr avec une moustache et une barbe, avec ses mains disposées de telle manière qu'il pointe le doigt de sa main droite vers la gauche. Sa hauteur est de 1,10 m. Au pied gauche, une bombe symbolise l'explosivité, tandis que la nudité symbolise toute la vérité nue.
L'auteur de la sculpture est un sculpteur de Szczecinek, Wiesław Adamski. La figurine satirique a été exposée pour la première fois lors de l'événement du 25 juin 2015 à Szczecinek, puis a visité de nombreuses villes dans toute la Pologne.
Le Comité social pour la construction du monument au Citoyen de Wlapko a été créé à Szczecinek, dont le but est d'ériger un monument dans l'espace de la ville,.
Lors de la session du conseil municipal de Szczecinek, l'agitation a été provoquée par une affiche à l'effigie du Citoyen de Wlapko, qui a été remise au maire par le conseiller Jacek Pawłowicz avec le soutien du conseiller Andrzej Grobelny. Pour l'affiche, qu'il n'a pas acceptée, le maire a amené les conseillers au tribunal.
Toujours à Szczecinek, le restaurateur de la ville, se sentant personnellement offensé par la similitude de la sculpture avec lui-même, a attaqué l'auteur devant son appartement et l'a battu,.
Le 21 juin 2019, le président du Comité social pour la construction du monument du Citoyen de Wlapko, Zbigniew Eugeniusz Klimowicz, a officiellement dévoilé le monument. La sculpture en bronze a été réalisée par le sculpteur Romuald Wiśniewski. « Le monument est la propriété des habitants de la ville de Szczecinek » - a souligné le président du comité, en les invitant à des séances photo,,,,.

## Galerie

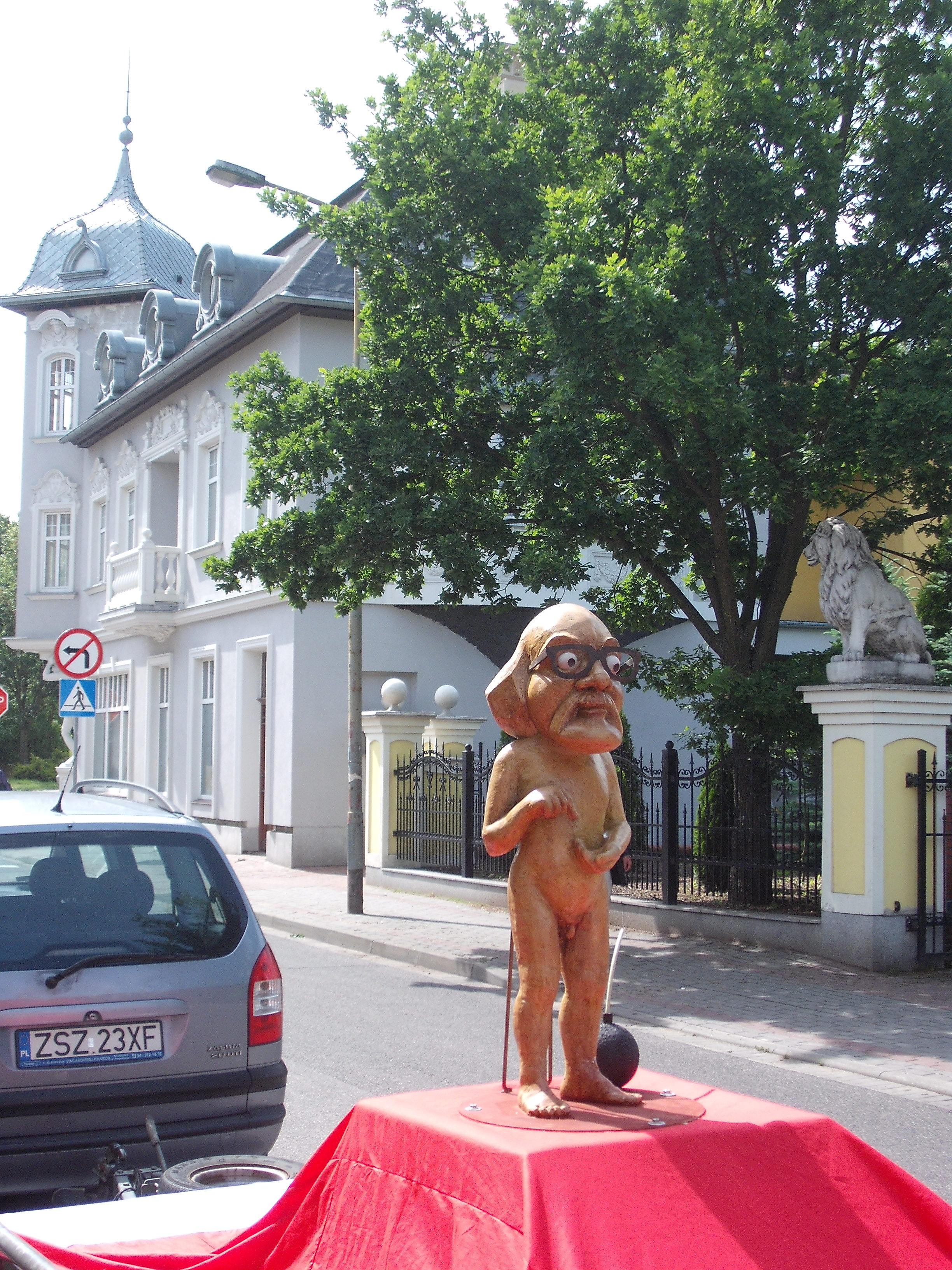
Citoyen Wlapko - qui se passe à Szczecinek
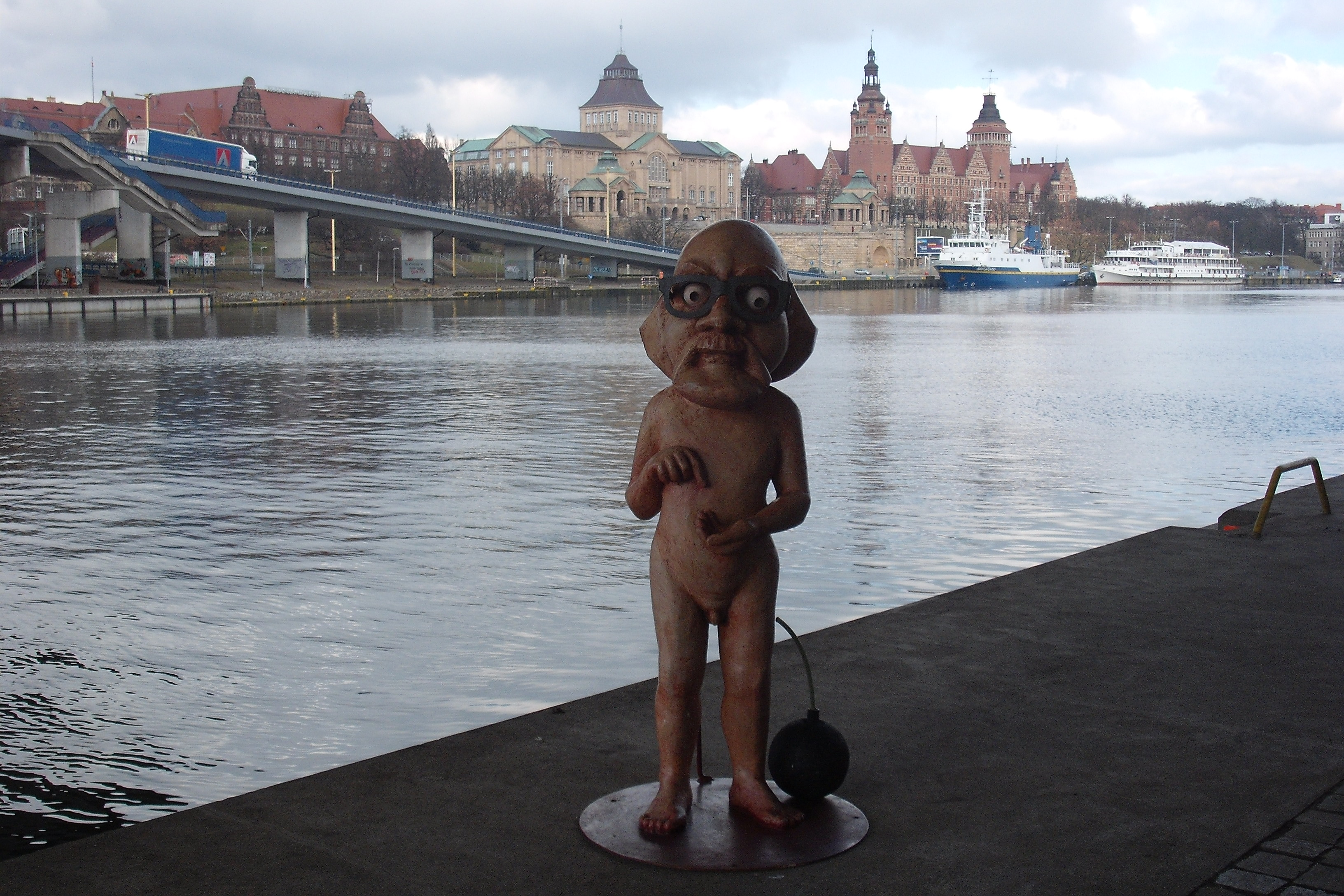
Wlapko à Szczecin
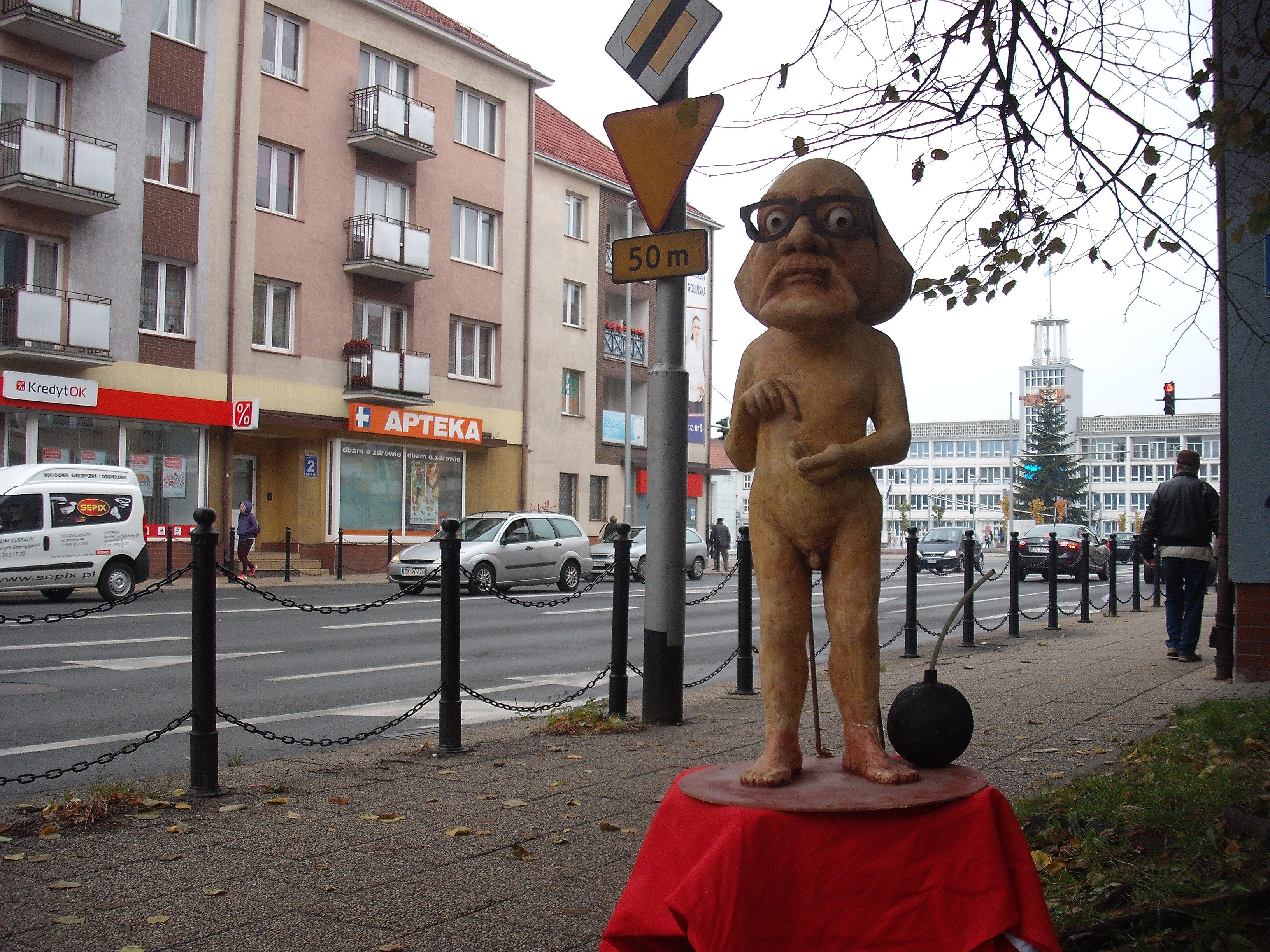
Wlapko à Koszalin
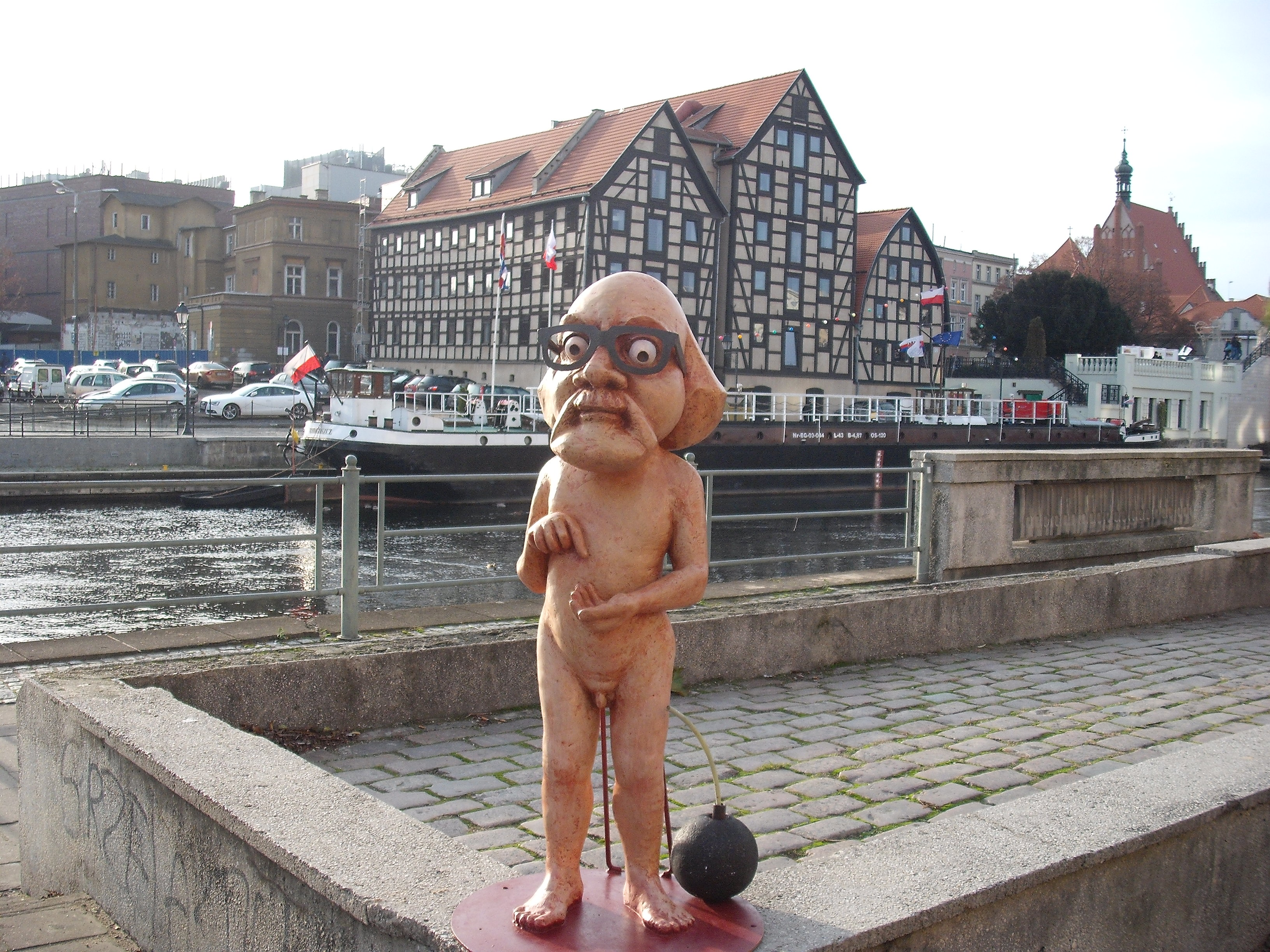
Wlapko à Bydgoszcz
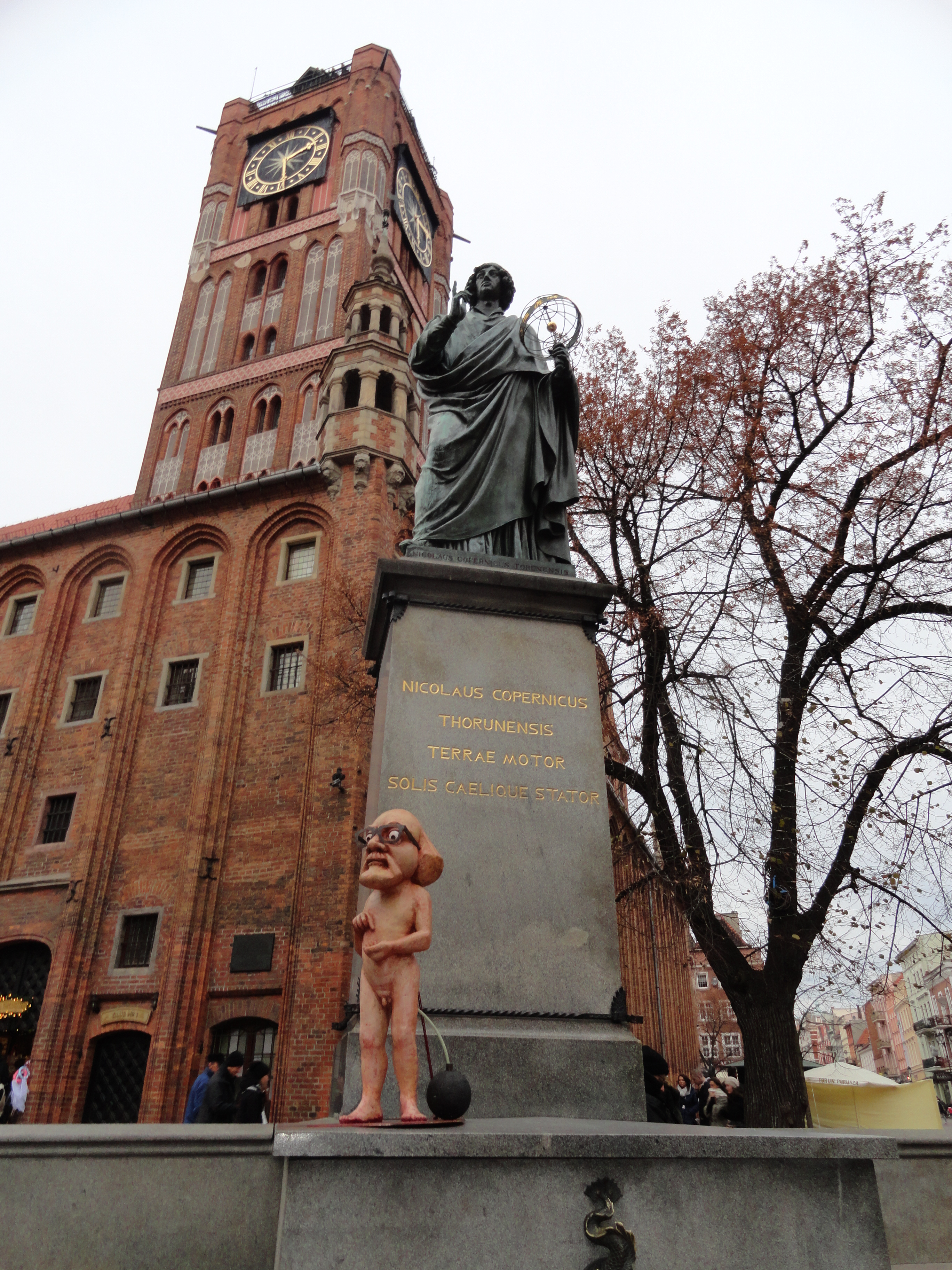
Wlapko à Toruń
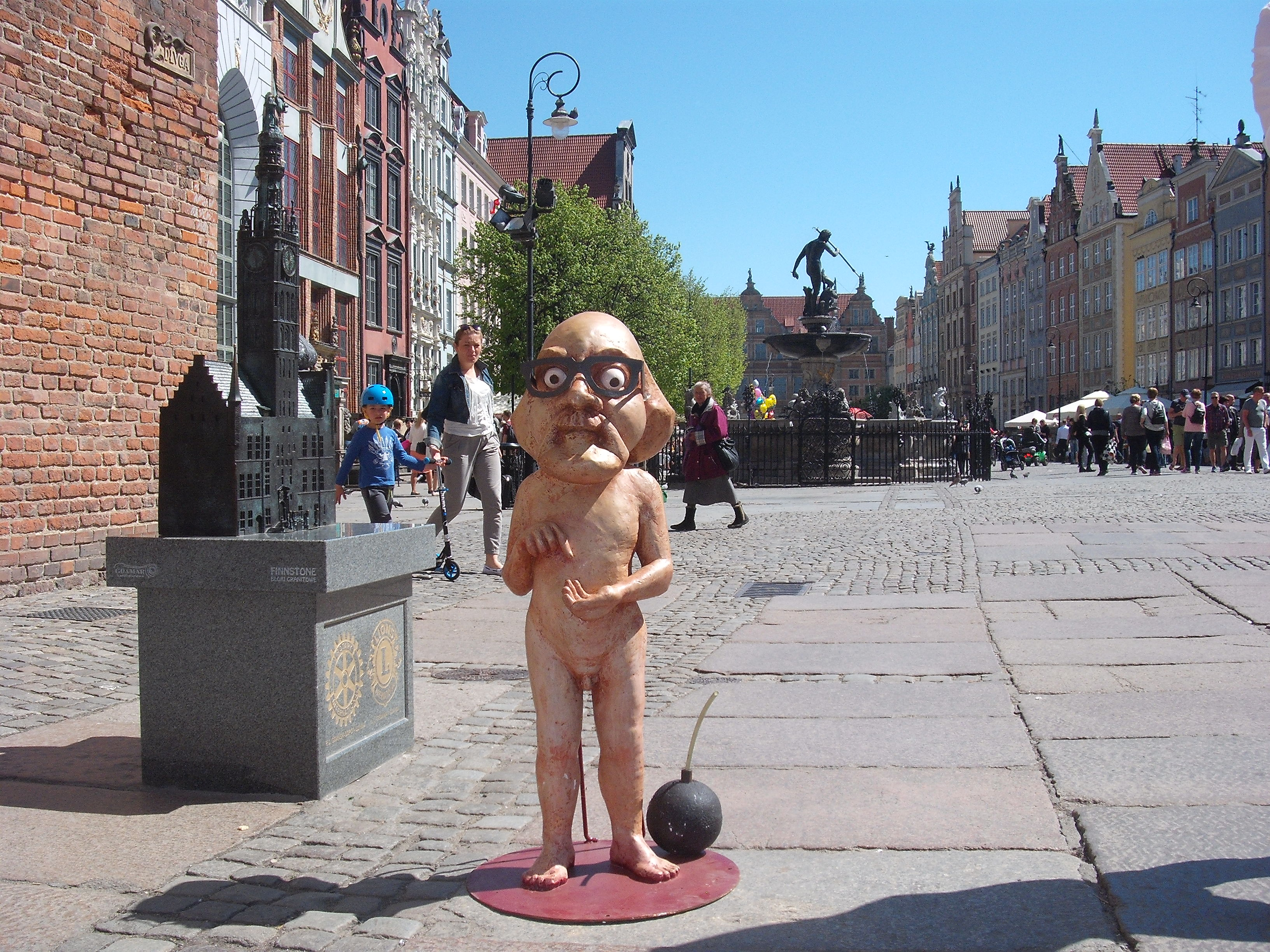
Wlapko à Gdańsk
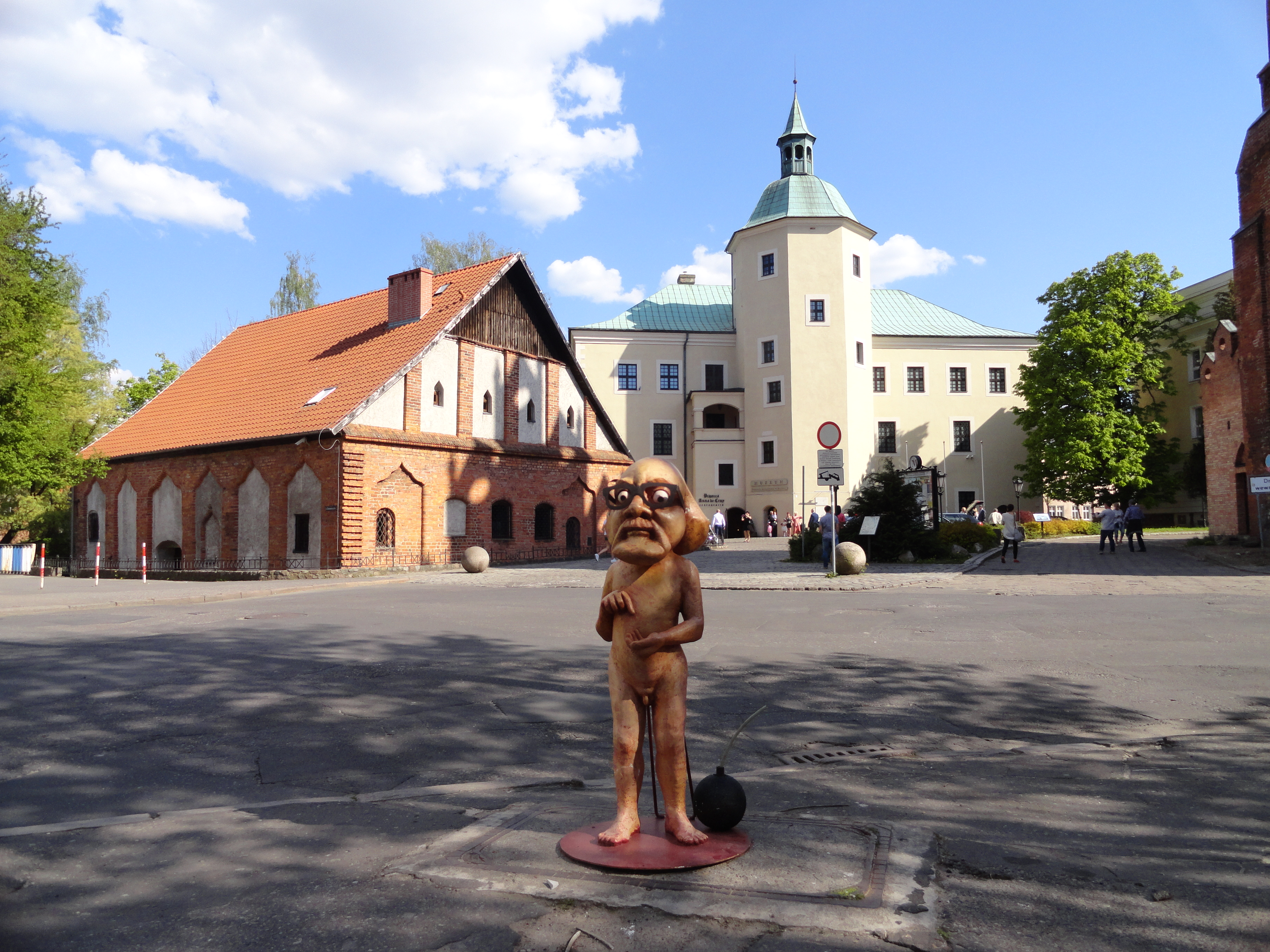
Wlapko à Słupsk
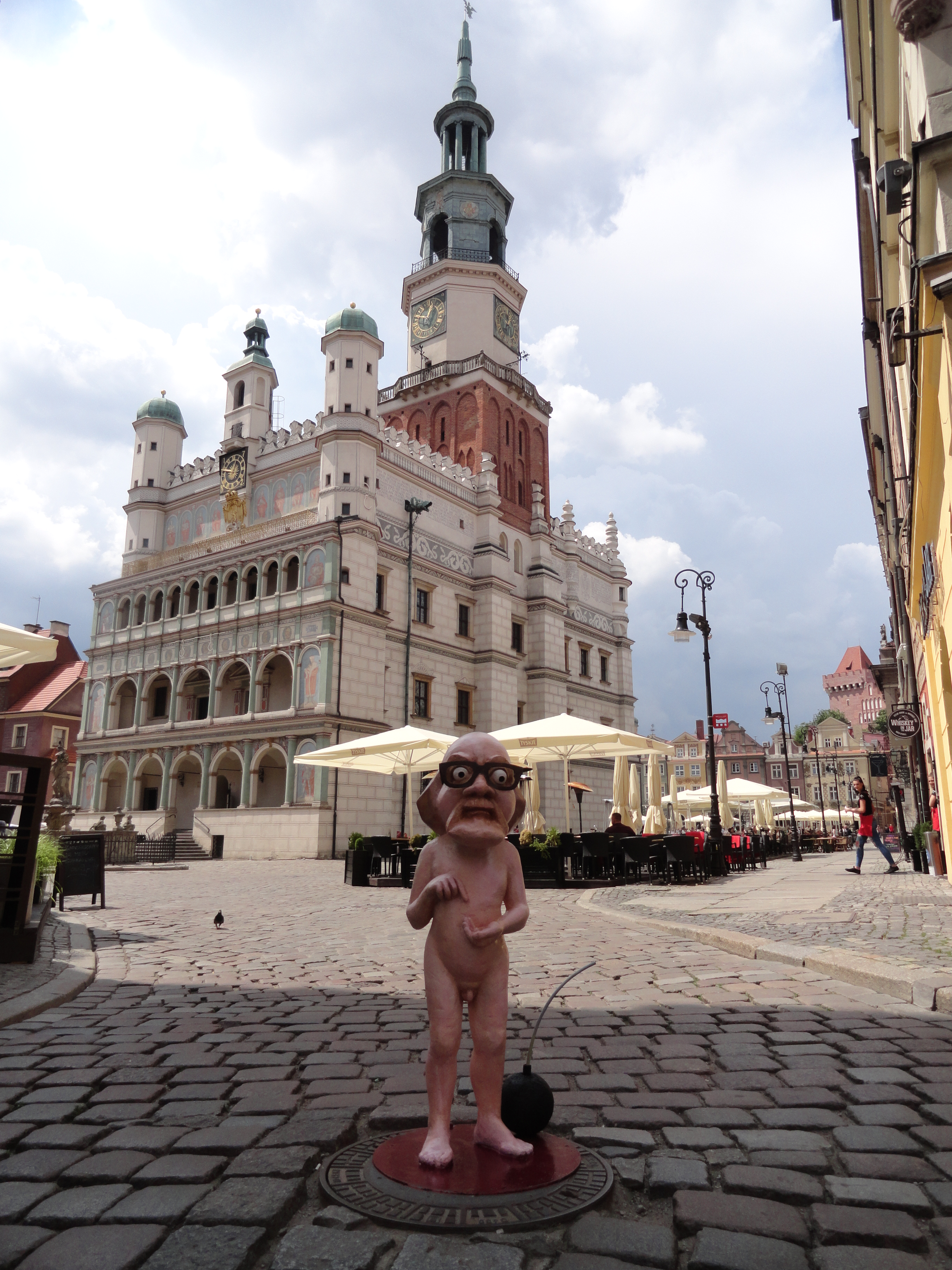
Wlapko à Poznań
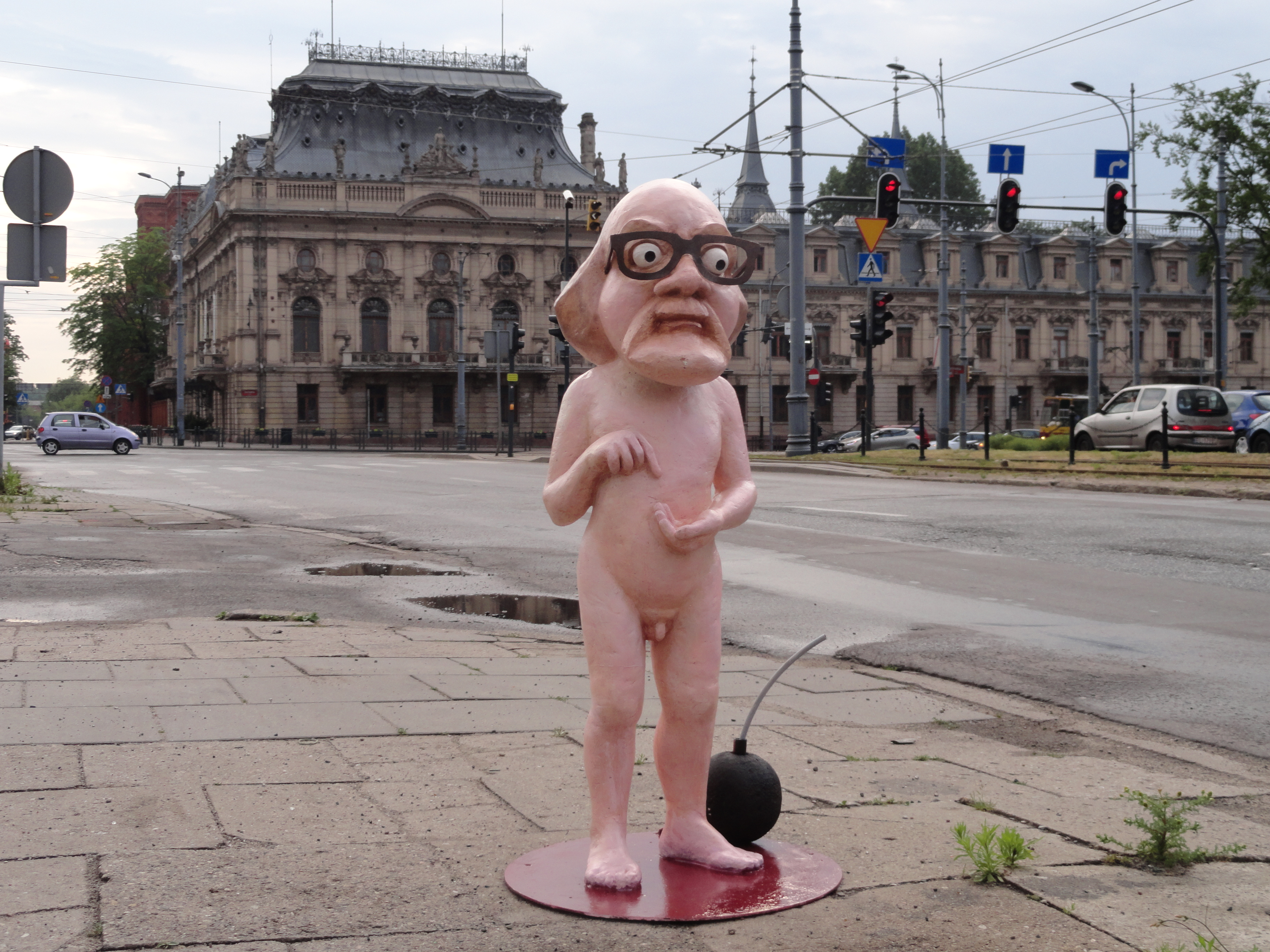
Wlapko à Łódź
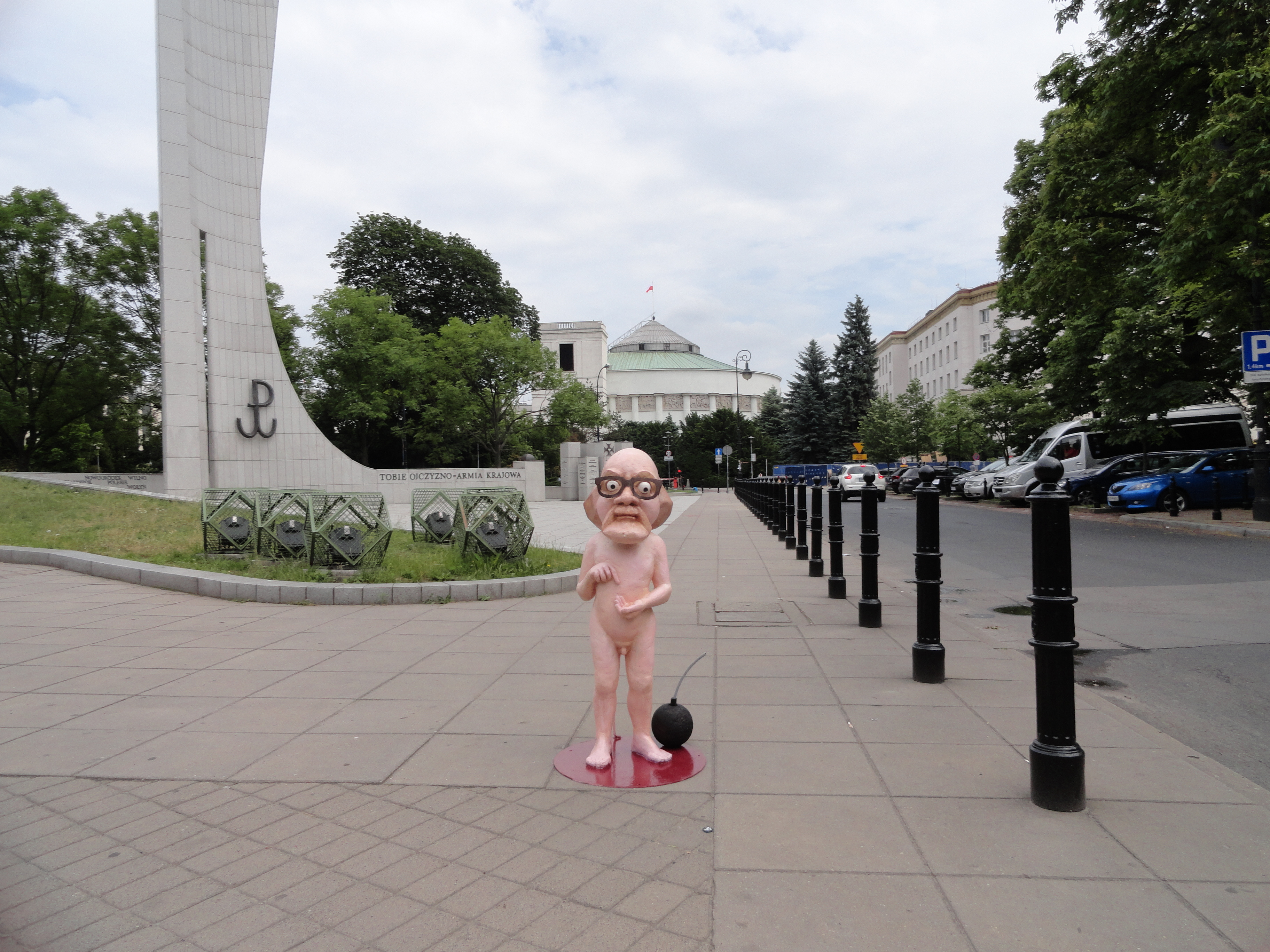
Wlapko à Varsovie
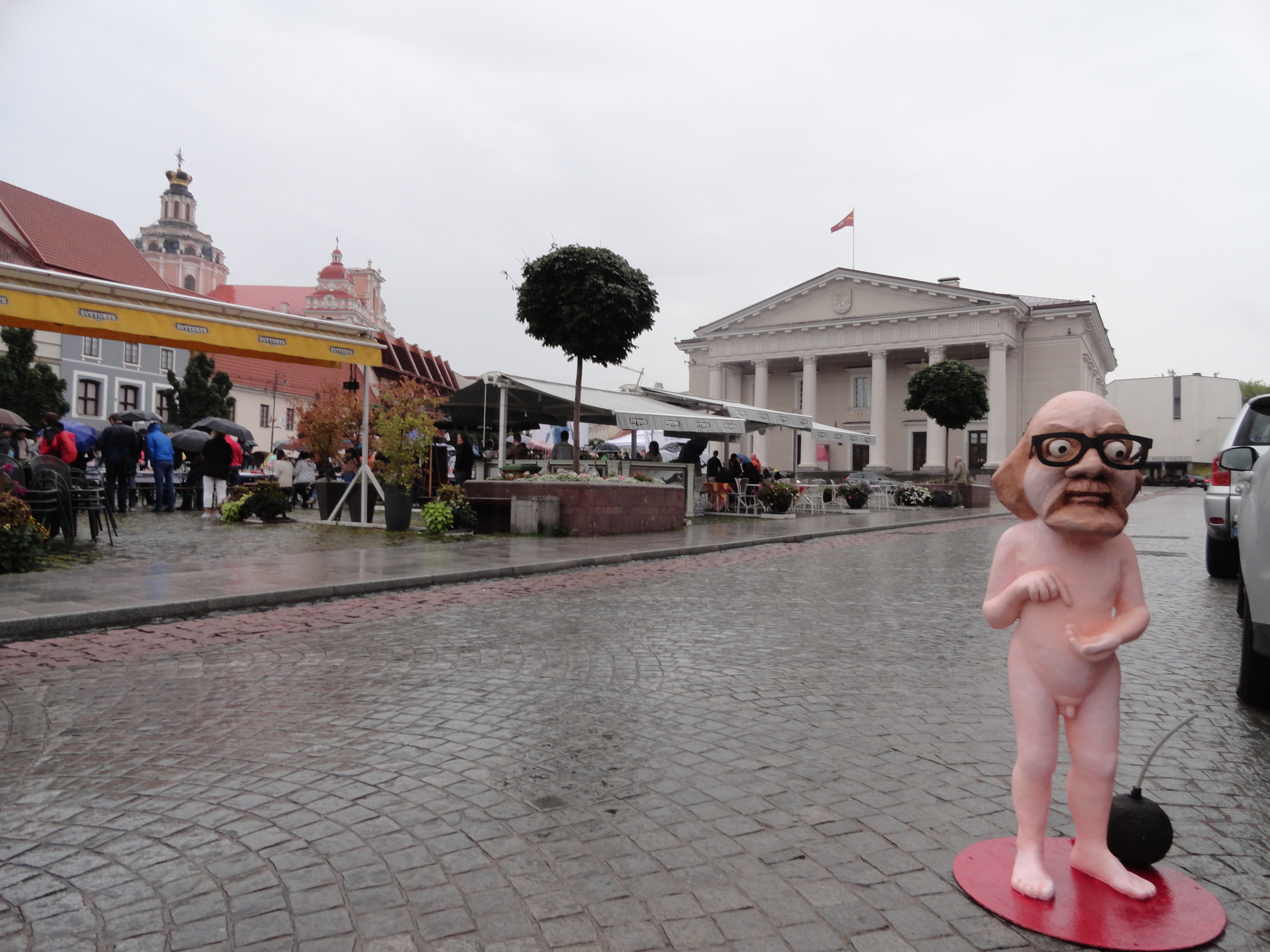
Wlapko à Vilnius, Lituanie
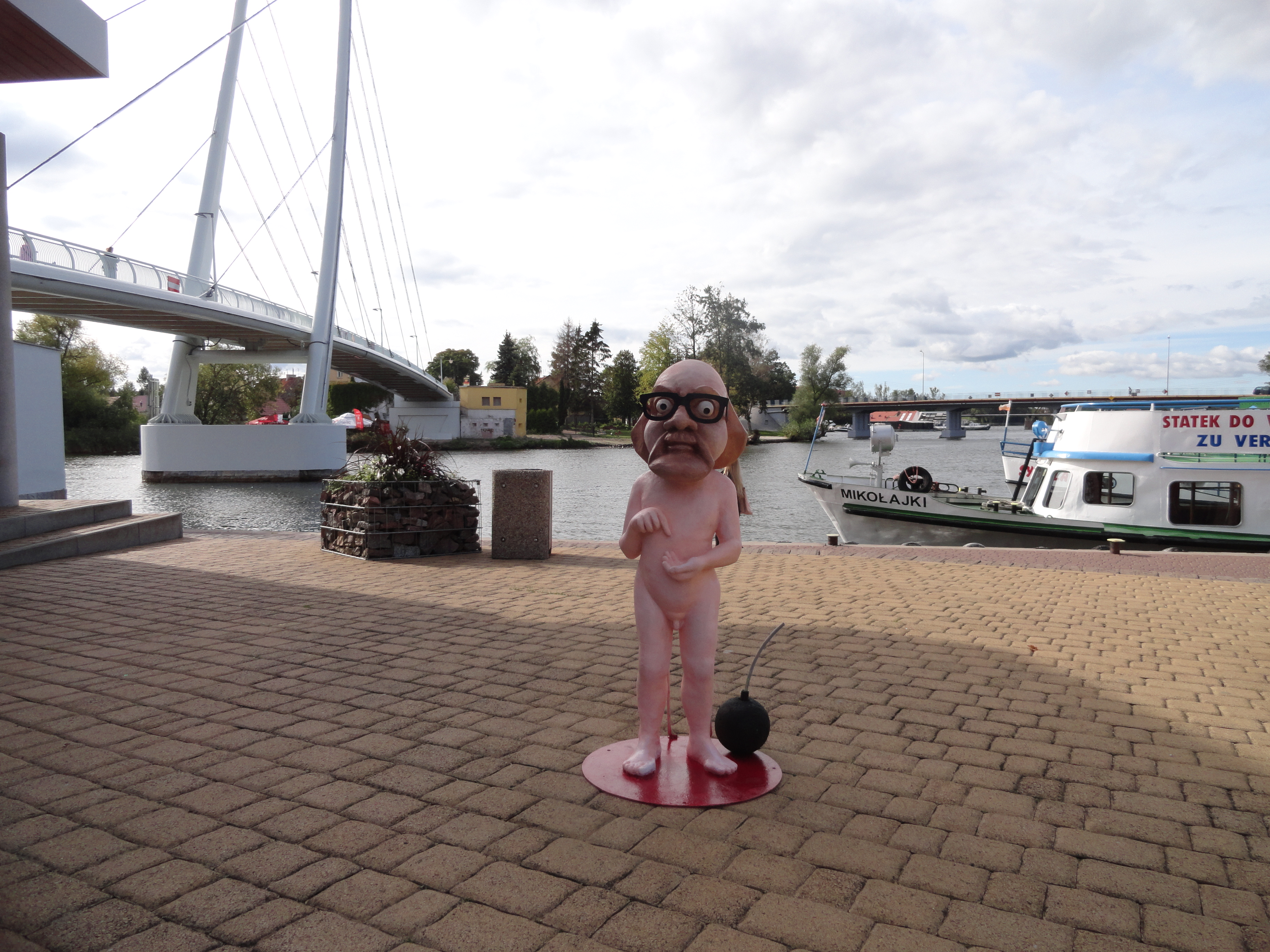
Wlapko à Mikołajki
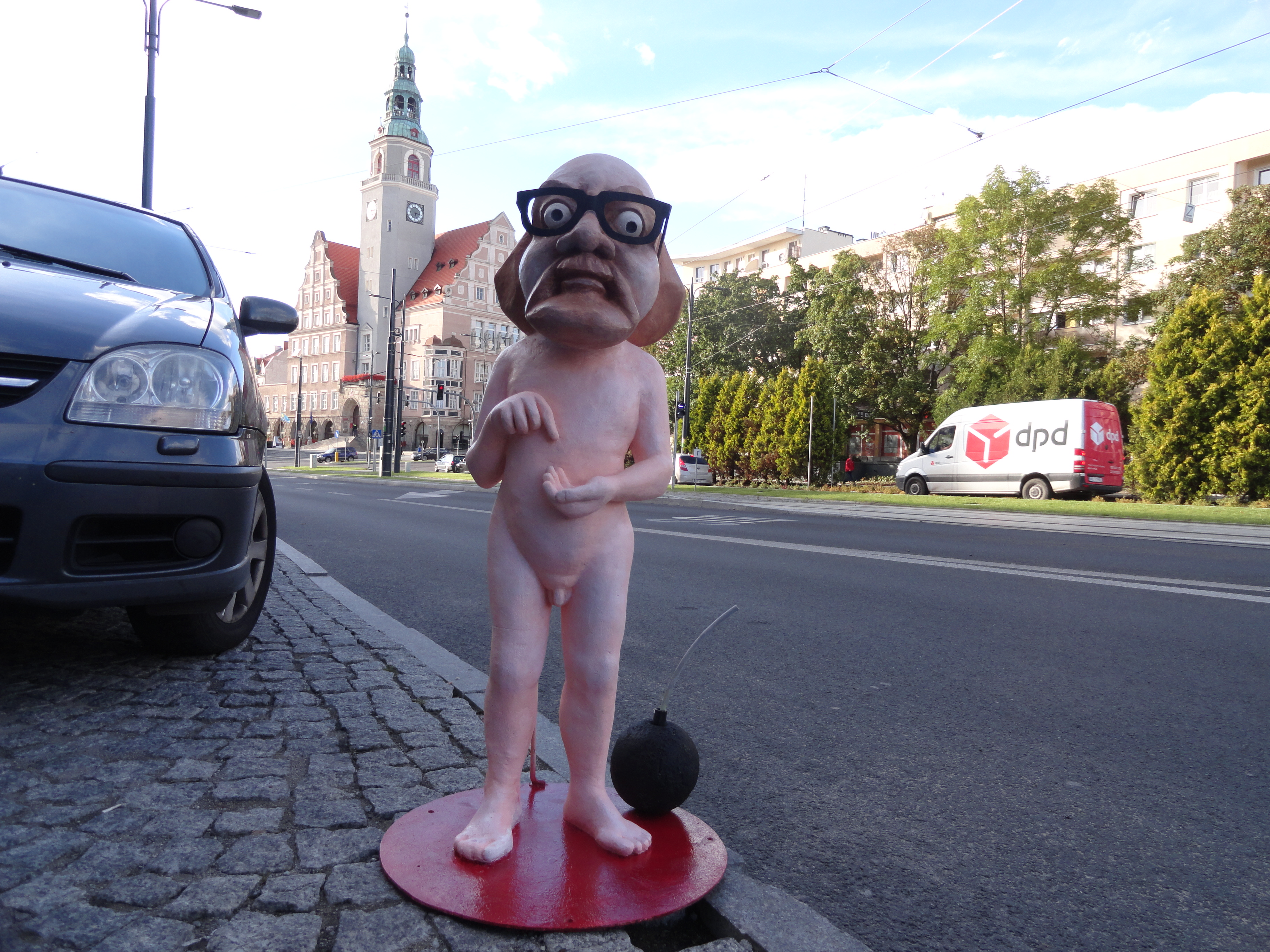
Wlapko à Olsztyn
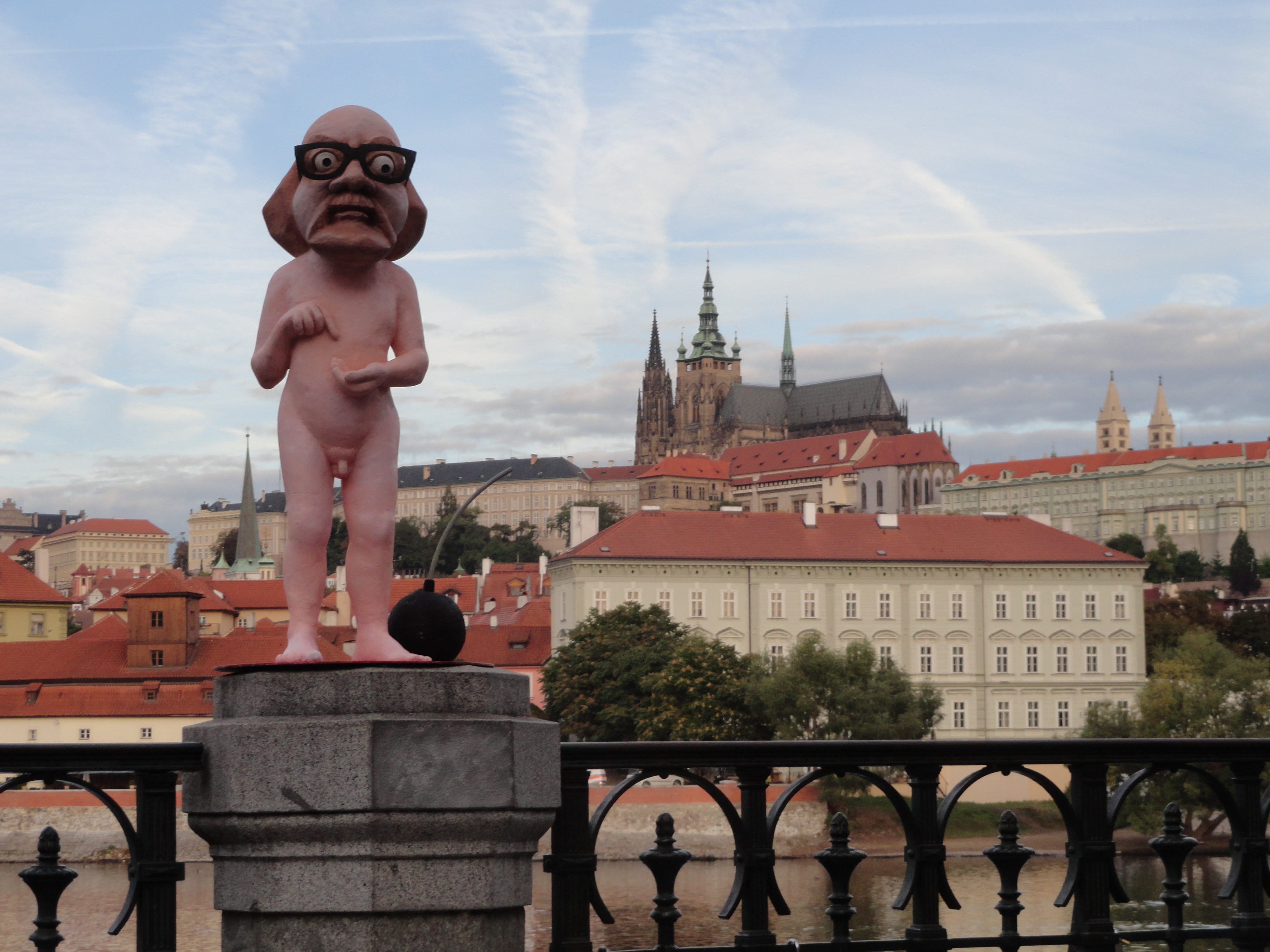
Wlapko à Prague, République tchèque
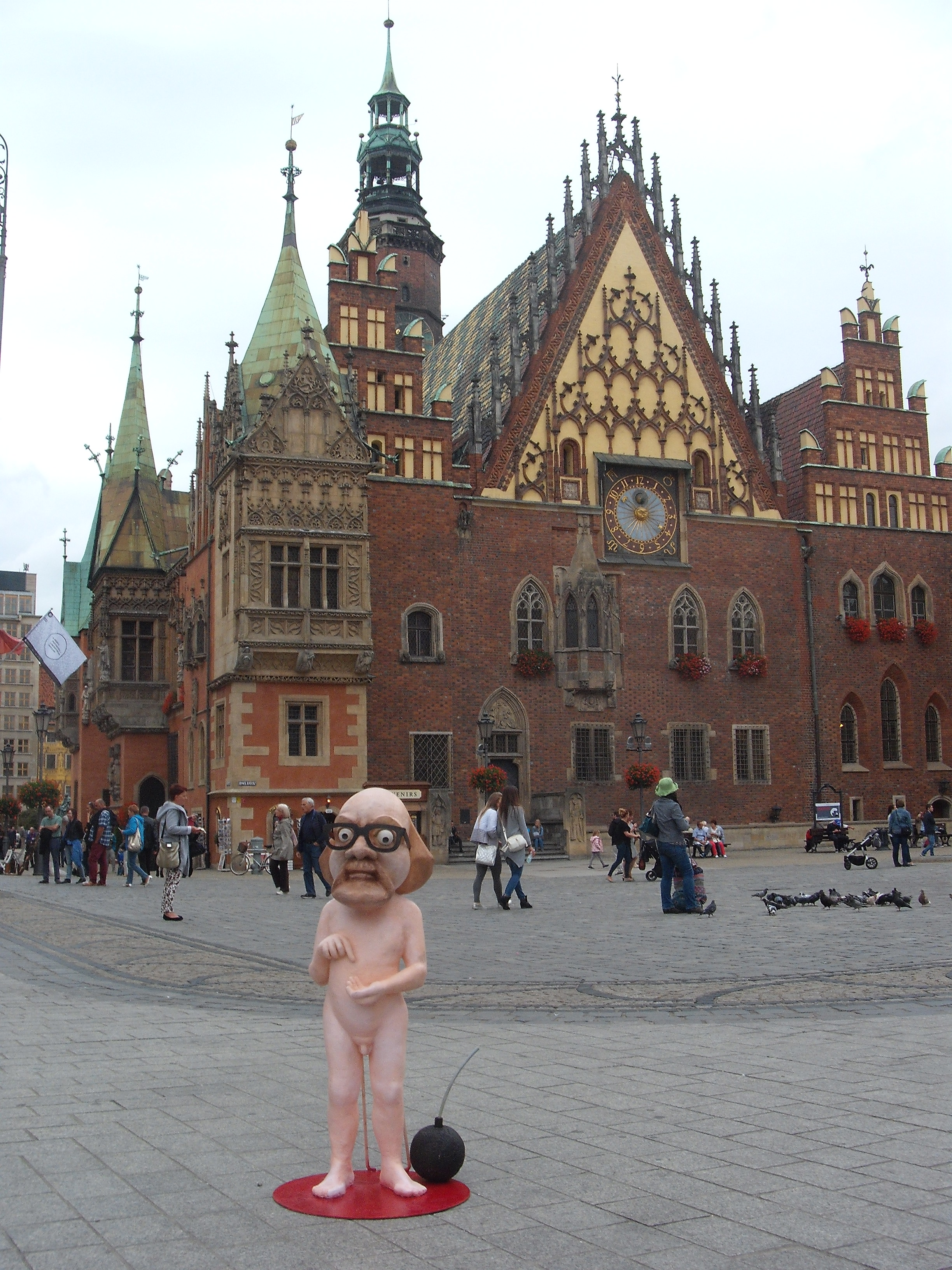
Wlapko à Wrocław
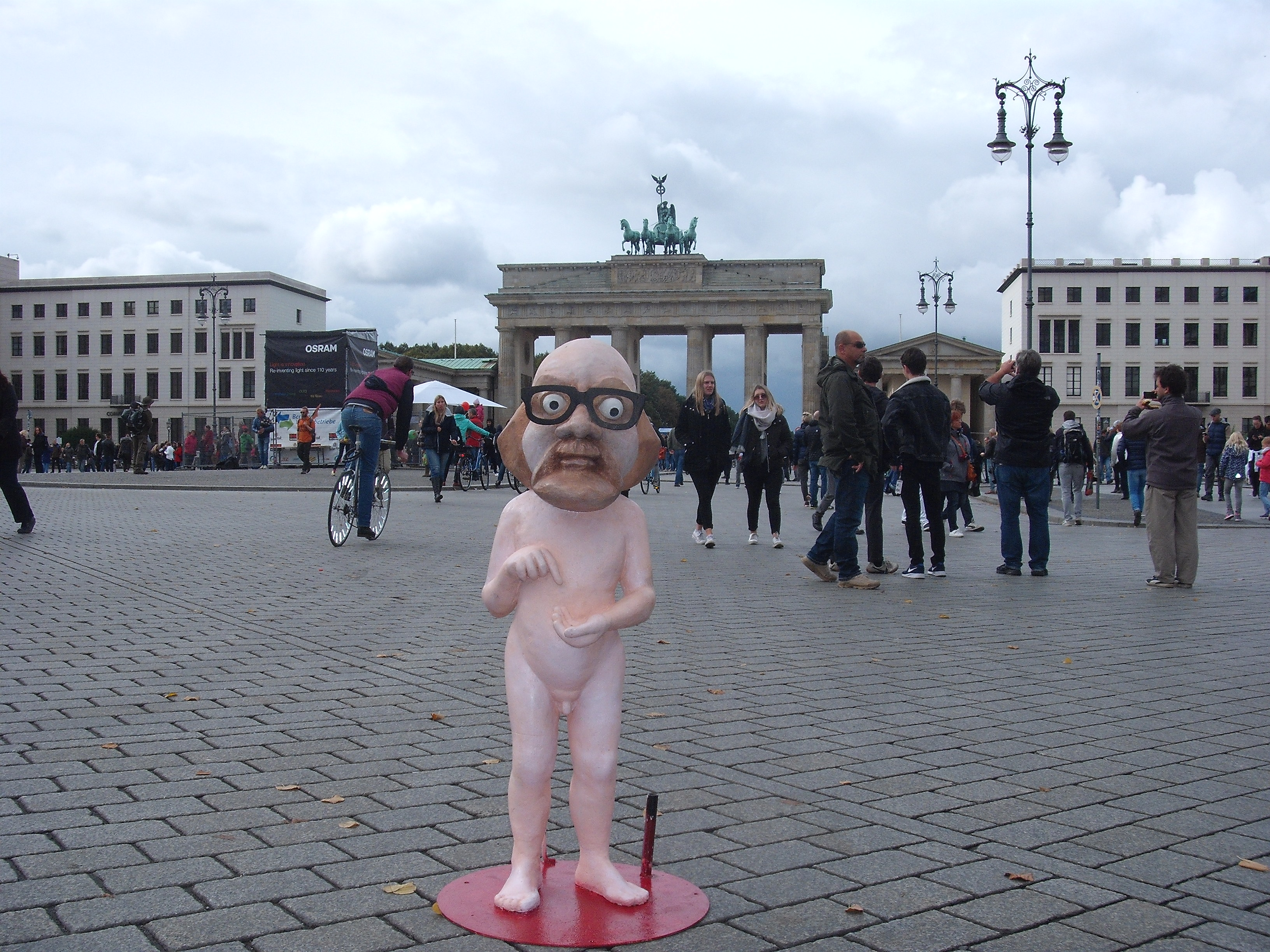
Wlapko à Berlin, Allemagne
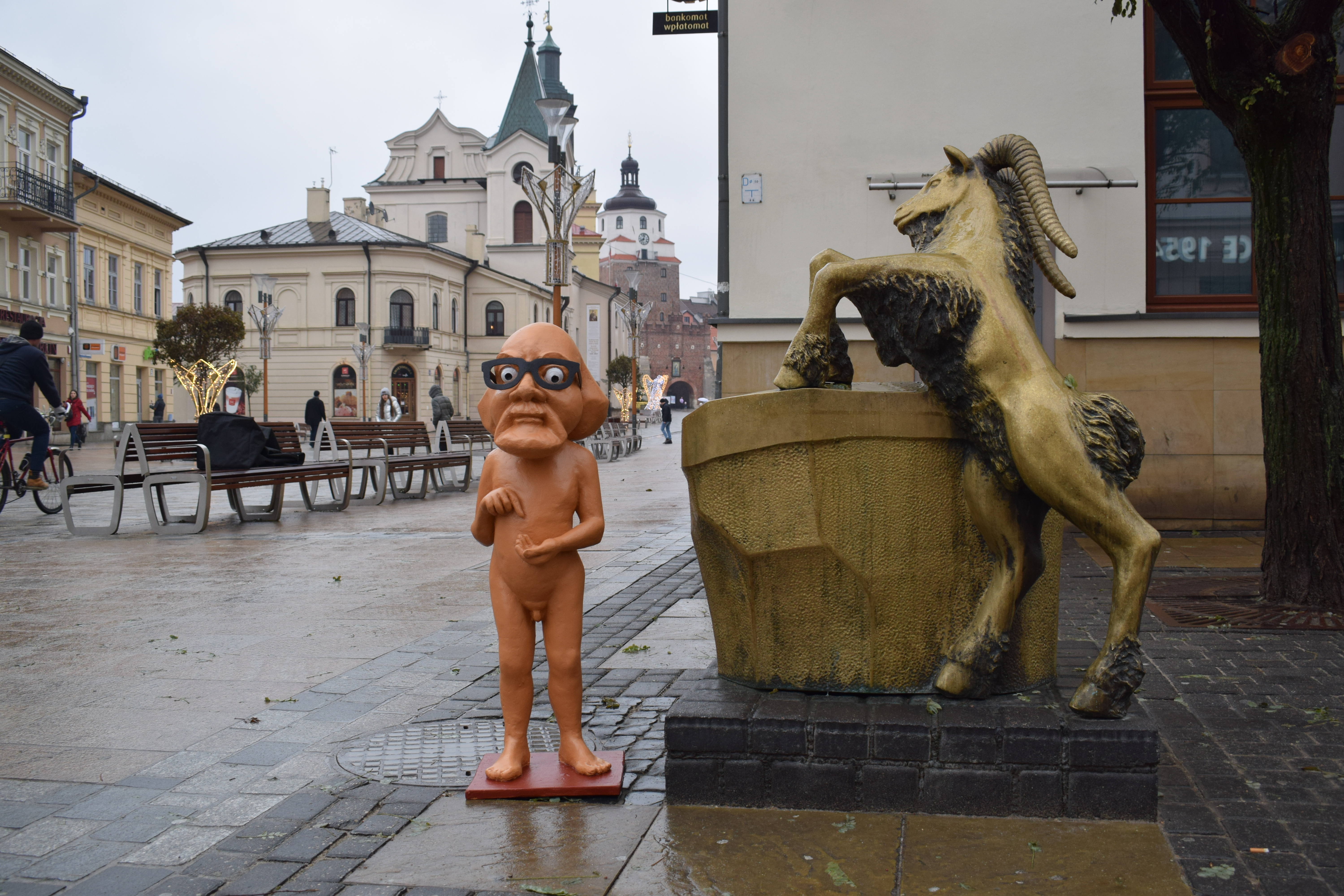
Wlapko à Lublin